# Nhà chọc trời

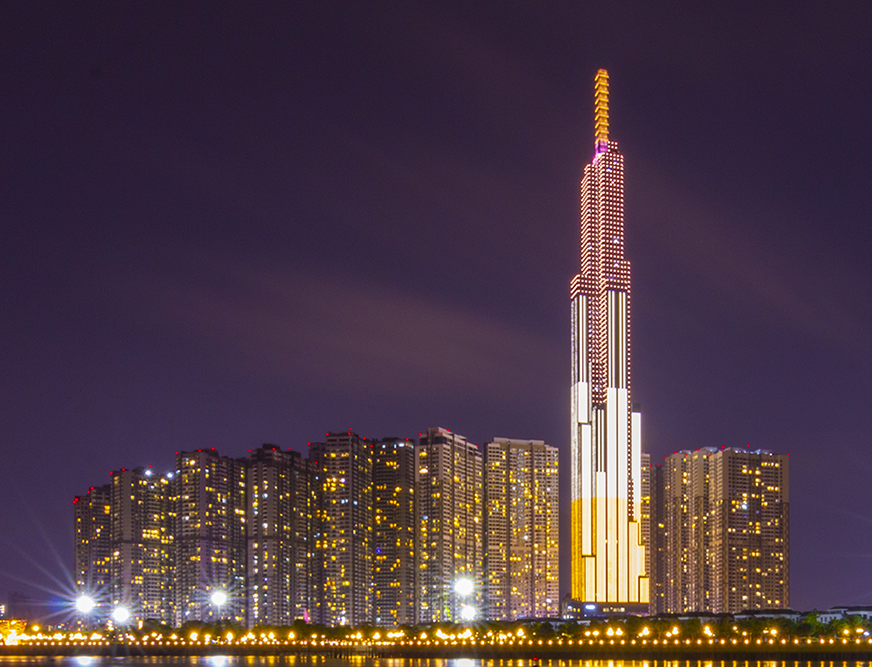
Tòa tháp cao nhất Việt Nam, Landmark 81 nằm tại Thành phố Hồ Chí Minh, nó cũng được xem là biểu tượng mới của thành phố

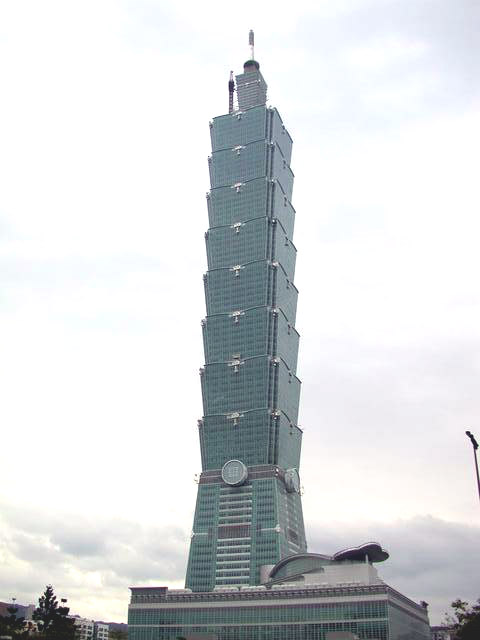
Đài Bắc 101 được xem như nhà chọc trời cao nhất thế giới vào năm 2006

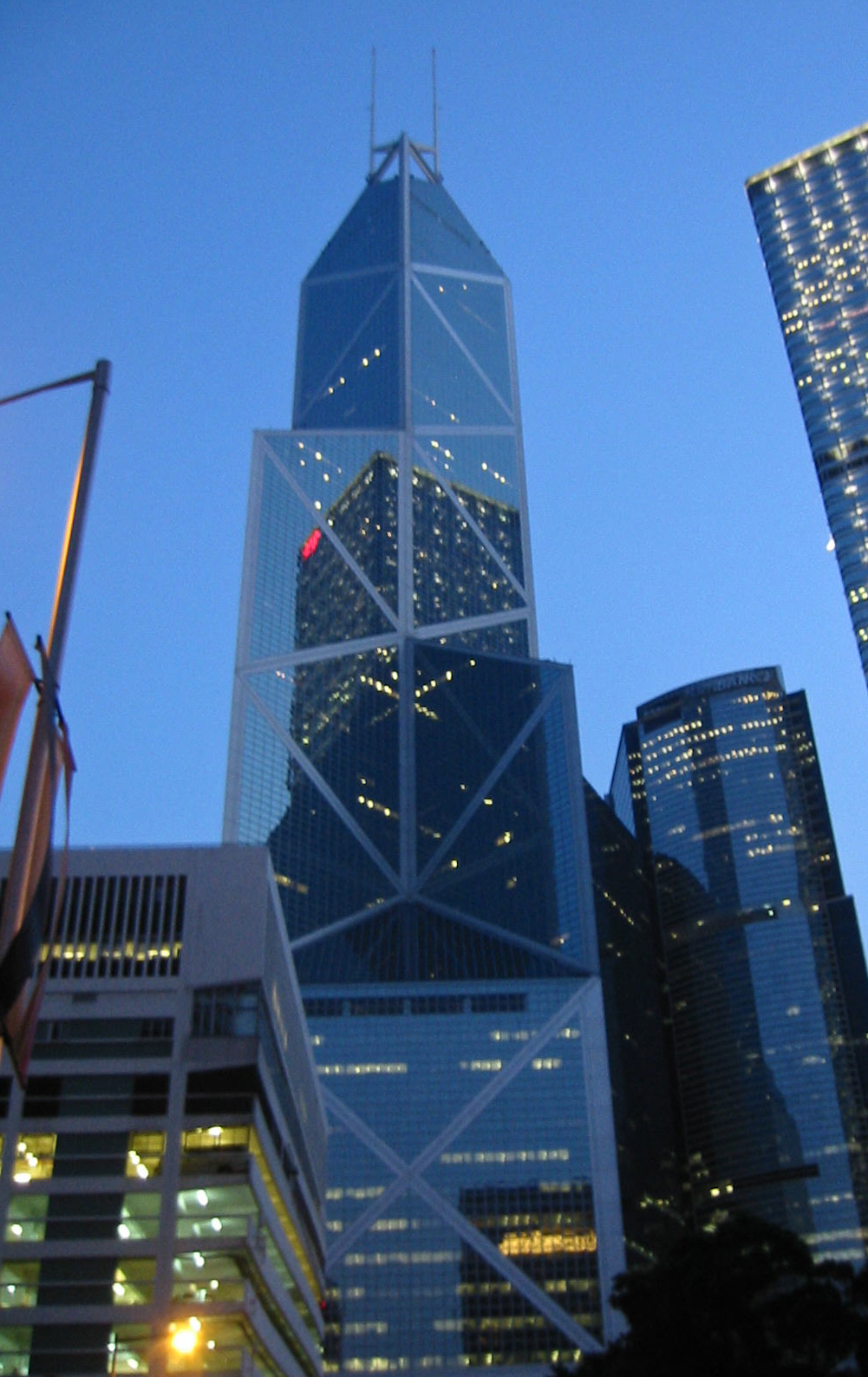
Tháp Ngân hàng Trung Quốc ở Vịnh Causeway, Hồng Kông

Nhà chọc trời là công trình kiến trúc cao tầng, bao gồm những tầng nhà được xây dựng liên tiếp và thường được sử dụng cho mục đích thương mại và văn phòng. Trên thực tế không có một định nghĩa chính thức hoặc chiều cao tiêu chuẩn cho một nhà chọc trời. Nét đặc trưng của nhà chọc trời là kết cấu khung sườn chịu lực bằng thép, sử dụng dạng hệ vách (tiếng Anh: curtain-wall) chứ không dùng tường chịu lực (tiếng Anh: load-bearing wall) theo truyền thống. Hầu hết những nhà chọc trời đều sử dụng khung sườn thép cho phép công trình đạt được chiều cao tối đa lớn hơn so với các công trình sử dụng kết cấu bê tông cốt thép. Tường của nhà chọc trời không đóng vai trò chịu lực, người ta thay thế tường gạch truyền thống bằng các khung cửa sổ rất lớn bằng kính. Tuy vậy một số nhà chọc trời vẫn có thể được che chắn bởi cả tường và cửa sổ như truyền thống.
Sau cuộc đại khủng hoảng, việc xây dựng những toà nhà chọc trời bị ngừng lại. Từ thập niên 60, kỹ sư Fazlur Rahman Khan đã làm hồi sinh nhà chọc trời bằng phương pháp xây dựng theo Ống (cấu trúc). Kĩ thuật xây dựng này giúp kết cấu công trình trở nên chắc chắn và có hiệu suất sử dụng cao hơn: kim loại được sử dụng ít hơn (giúp giảm chi phí) nhưng vẫn cho phép công trình cao hơn; số lượng cột chống cũng ít hơn giúp tăng diện tích sử dụng mặt bằng cho các tầng; cho phép thiết kế công trình theo nhiều hình dáng đặc biệt. Hệ thống kết cấu này đã trở thành nền tảng cho việc thiết kế và xây dựng nhà cao tầng và nhà chọc trời ngày nay còn bản thân Fazlur Rahman Khan được coi như « Einstein của ngành kĩ thuật công trình ». Khan và phát minh của ông trở thành biểu tượng trong cả hai ngành kiến trúc và kỹ thuật công trình.
Ngày nay, nhờ vào tỉ lệ cao giữa mặt bằng cho thuê trên một đơn vị diện tích, những toà nhà chọc trời thường được đặt ở những khu đất đắt đỏ, như ở trung tâm của những thành phố lớn. Chúng được xây dựng không chỉ vì mục đích kinh tế, mà còn được xem như biểu tượng về sức mạnh kinh tế của mỗi thành phố, giống như vai trò của những ngôi đền hoặc cung điện, lâu đài trong quá khứ. Trong một số trường hợp đặc biệt, chiều cao của một toà nhà chọc trời được lựa chọn không chỉ xuất phát từ nhu cầu sử dụng mà còn nhằm làm nổi bật nét đặc sắc và giúp quảng bá hình ảnh và sức mạnh của thành phố.

## Định nghĩa
Một công trình được xem là Nhà chọc trời nếu nó vươn cao hẳn so với môi trường xung quanh và thay đổi đường chân trời tổng quan. Độ cao lớn nhất của các công trình phát triển theo thời gian, cùng với những tiến bộ về phương pháp và kỹ thuật xây dựng, do đó ngày nay các nhà chọc trời đều cao hơn trước kia.
Nguyên gốc trong tiếng Anh thì khái niệm "nhà chọc trời" (skycraper) là một khái niệm hải dương học, để chỉ cây cột buồm thẳng đứng trên thuyền buồm. Trong tiếng Việt, nhà chọc trời là cách gọi hình tượng của nhà cao tầng. Một nhà chọc trời có chiều cao trên 305 m (1000 ft) đôi khi được gọi là nhà siêu cao tầng. Burj Khalifa hiện là công trình cao nhất thế giới.
Nhà cao tầng được thừa nhận là thấp hơn Nhà chọc trời. Mặc dù không có sự khác biệt rõ ràng về mặt định nghĩa giữa nhà cao tầng và nhà chọc trời, nhưng những công trình có chiều cao ít hơn 30 tầng thường không được xem như Nhà chọc trời, còn những công trình từ 40 tầng hoặc 50 tầng trở lên với độ cao 150 m (492 ft) thường được xem là nhà chọc trời.

## Lịch sử phát triển
Khái niệm nhà chọc trời lần đầu tiên được sử dụng với những toà nhà có kết cấu khung thép cao ít nhất 10 tầng được xây dựng vào cuối thế kỷ XIX, là kết quả từ sự kinh ngạc của công chúng với chiều cao của những toà nhà được xây dựng tại khắp các thành phố như Chicago, New York, Philadelphia, Detroit và St. Louis. Toà nhà chọc trời đầu tiên được xây dựng là Toà nhà bảo hiểm (10 tầng, cao 42m) tại Chicago vào năm 1885. Ngày nay chiều cao của Toà nhà Bảo hiểm là hết sức bình thường, nhưng vào thời điểm xuất hiện nó đã thực sự gây kinh ngạc cho công chúng.
Sự phát triển bước ngoặt của nhà chọc trời nằm ở sự ra đời và các phát minh về công nghệ vật liệu như thép, kính, bê tông cốt thép, máy bơm nước và thang máy. Cho đến tận thế kỷ XIX, những công trình cao trên 6 tầng rất hiếm. Việc sử dụng cầu thang bộ cho nhiều tầng hoặc hệ thống bơm nước không có đủ khả năng bơm nước cao hơn 15 m (50 ft) trở nên vô cùng bất tiện cho các cư dân thời đó.
Nước Anh cũng có đóng góp một số công trình vào giai đoạn đầu của sự phát triển nhà chọc trời. Công trình đầu tiên phù hợp với định nghĩa về mặt kết cấu của nhà chọc trời là Khách sạn Grand Midland, hiện nay là St Pancras Chambers, ở thủ đô Luân Đôn. Công trình được hoàn thành năm 1873 với chiều cao là 82 m (269 ft). Tòa nhà Shell Mez ở Luân Đôn có tổng số 12 tầng và chiều cao là 58 m (190 ft) được hoàn thành năm 1886 đã đánh bại công trình "Tòa nhà Bảo hiểm" cả về số tầng lẫn chiều cao. Theo những tiêu chuẩn hiện đại thì công trình đầu tiên của thể loại nhà cao tầng là Tòa nhà Woolworth (Woolworth Building) ở New York.
Hầu hết những nhà chọc trời đầu tiên xuất hiện ở các đô thị lớn như New York, Luân Đôn, Chicago vào cuối thế kỷ XIX. Tuy nhiên các công trình ở Luân Đôn sớm bị giới hạn chiều cao do than phiền của Nữ hoàng Victoria của Anh. Điều luật này tồn tại đến năm 1950 mới được sửa đổi. Một số điều luật liên quan đến thẩm mỹ và luật an toàn phòng hỏa cũng làm cản trở sự phát triển của nhà chọc trời ở lục địa châu Âu vào nửa đầu thế kỷ XX. Ở thành phố Chicago, người ta cũng ra một điều luật giới hạn chiều cao nhà chọc trời ở con số 40. Do vậy New York là thành phố dẫn đầu trên thế giới về phát triển chiều cao của nhà chọc trời. Từ cuối thập niên 1930, nhà chọc trời cũng dần dần xuất hiện ở Nam Mỹ như São Paulo, Buenos Aires và ở châu Á như Thượng Hải, Hồng Kông và Singapore.

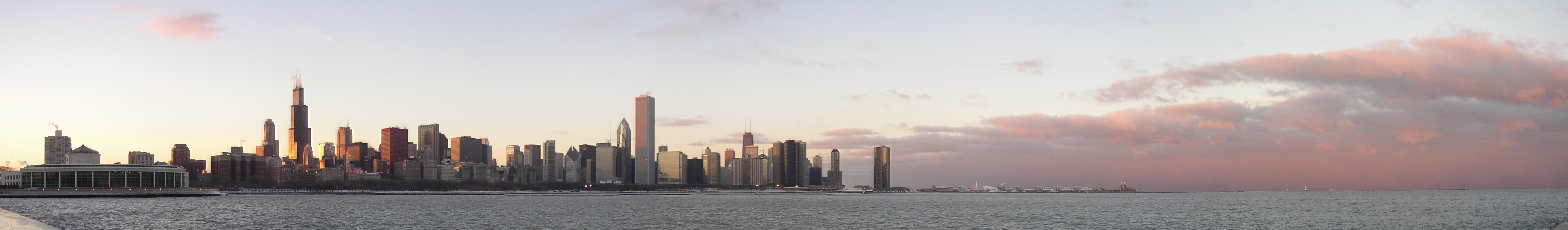
Các tòa nhà chọc trời tại thành phố Chicago, nhìn từ hồ Michigan.

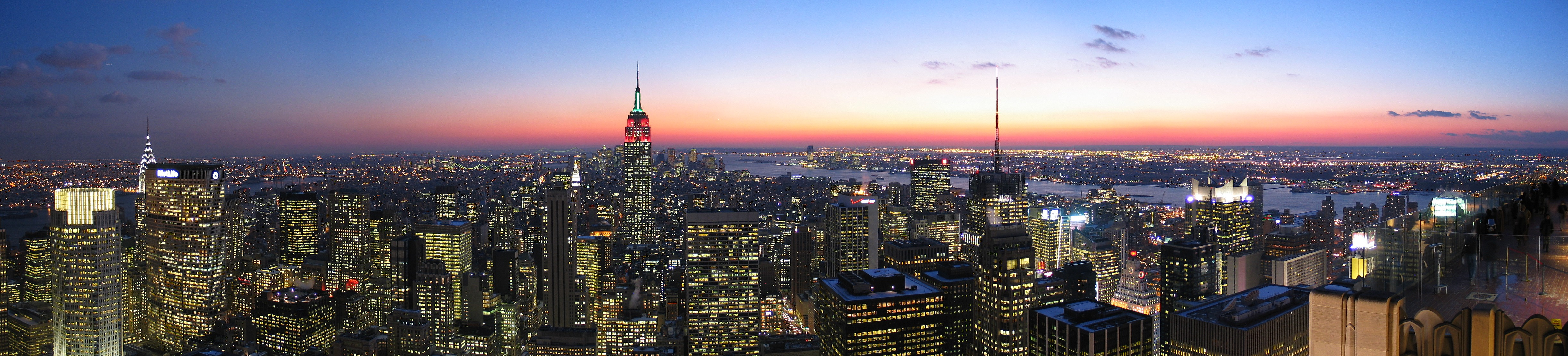
Các tòa nhà chọc trời tại thành phố New York, ở trung tâm là tòa nhà Empire State.

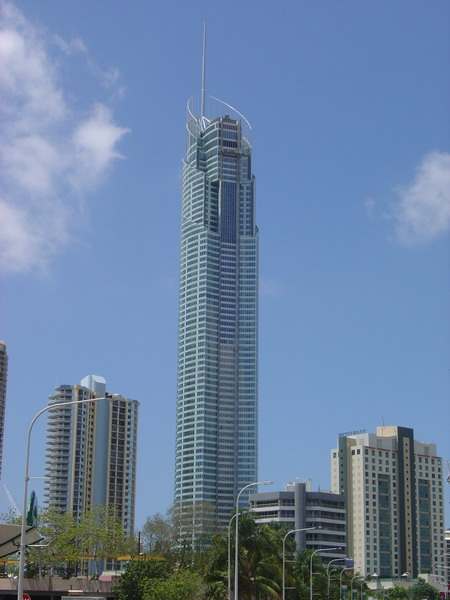
Tháp Q1 ở Queensland, Úc, công trình nhà ở cao nhất thế giới

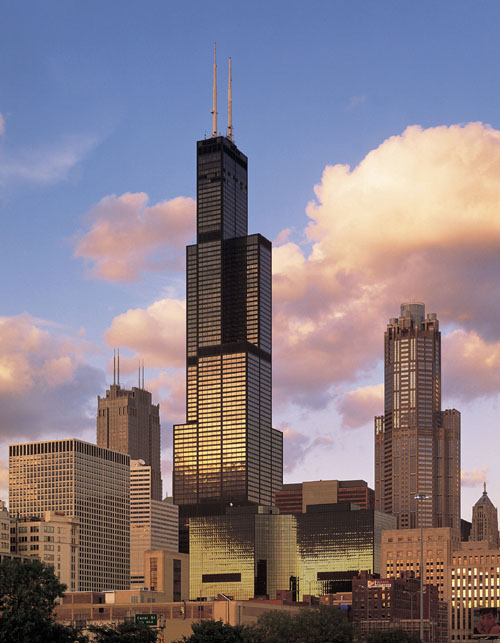
Tháp Sears ở Chicago

Ngay sau Chiến tranh thế giới thứ hai, Liên Xô có kế hoạch xây dựng tám công trình cao tầng khổng lồ hay còn gọi là Các toà tháp của Stalin ở thủ đô Moskva: cuối cùng bảy trong số đó đã được xây dựng, được mang tên Bảy chị em Moskva. Phần còn lại của châu Âu cuối cùng cũng chậm chạp khởi động, bắt đầu với thành phố Madrid, thủ đô của Tây Ban Nha trong những năm 1950. Nhà chọc trời cuối cùng cũng xuất hiện ở châu Phi, Trung Đông và châu Đại Dương từ cuối thập niên 1960.
Ngày nay, không thành phố nào trên thế giới có nhiều công trình cao trên 150 m hơn New York, quê hương của tháp Đế chế, của Tòa nhà Chrysler và của Trung tâm Thương mại Thế giới cũ. Điều luật về các công trình cao tầng ở Chicago cũng chỉ được nới lỏng vào năm 1960, trong vòng 15 năm sau đó có rất nhiều công trình cao tầng được xây dựng, trong số đó có tòa tháp Sears khổng lồ với chiều cao 442 m (1451 ft). Kể từ cuối thập niên 1980, Hồng Kông đóng góp một số công trình nhà chọc trời nổi tiếng, bao gồm Nhà băng Trung Quốc và Trung tâm Tài chính Quốc tế. Bộ ba Chicago, Hồng Kông và New York được xem là ba ông lớn về nhà cao tầng trên thế giới.
Trước sự khan hiếm về đất đai xây dựng cũng như tỉ lệ hoàn vốn và lợi nhuận trên diện tích sàn cao, nhà chọc trời trở thành một xu hướng phát triển chung của loài người. Mặt khác, nhà cao tầng cũng được xem như biểu tượng của sức mạnh kinh tế.
Hiện tại tháp Burj Khalifa đã hoàn thành ở Dubai, Các Tiểu Vương quốc Ả Rập Thống nhất. Đó là kết cấu cao nhất trên thế giới với chiều cao ước chừng là 643,3 m. Với sự xuất hiện của mình, tháp Burj đánh dấu sự ra đời của một thể loại công trình mới: nhà siêu chọc trời.
Một số công trình nhà chọc trời nổi tiếng trên thế giới:
- Tòa nhà John Hancock Center (1970) do hãng SOM (Skidmore, Owings & Merril) thiết kế
- Tòa tháp đôi Trung tâm Thương mại Thế giới (World Trade Center) (1966-1976) ở New York do kiến trúc sư người Mỹ gốc Nhật Bản Minoru Yamasaki thiết kế
- Tòa nhà Sears Tower (1974), do hãng SOM thiết kế
- Tòa nhà Kirin Plaza ở Osaka, Nhật Bản (1987) do kiến trúc sư đương đại Nhật Bản Shin Takamatsu thiết kế
- Tòa nhà AT&T ở New York (1989) do kiến trúc sư người Mỹ Philip Johnson thiết kế theo dòng kiến trúc Hậu hiện đại
- Tòa nhà Ngân hàng Trung Hoa ở Hồng Kông do kiến trúc sư người Mỹ gốc Trung Quốc I.M.Pei thiết kế

## Thiết kế và thi công nhà chọc trời
Việc thiết kế và thi công nhà chọc trời liên quan tới việc đảm bảo an toàn và không gian sống cho người sử dụng trong một công trình có chiều cao rất lớn. Công trình cần chống đỡ những tải trọng như trọng lượng bản thân, gió, động đất và bảo vệ người sử dụng khi hoả hoạn. Ngoài ra, thiết kế nhà chọc trời còn phải đảm bảo thuận tiện trong việc ra vào, ngay cả trên những tầng cao nhất, và cung cấp các dịch vụ cũng như môi trường sống tiện nghi cho người sử dụng. Những vấn đề nảy sinh và cần giải quyết trong việc thiết kế và thi công nhà chọc trời được xếp vào hàng phức tạp nhất trong kỹ thuật xây dựng, đòi hỏi sự kết hợp và cân bằng giữa các yếu tố kinh tế, kỹ thuật và quản lý xây dựng.
Một đặc trưng của nhà cao tầng đó là sử dụng kết cấu khung thép cùng hệ vách (curtain wall), thay vì kết cấu tường chịu lực (load-bearing walls) như những công trình truyền thống. Việc sử dụng kết cấu khung thép giúp các công trình được xây cao hơn so với tường chịu lực bằng bê tông gia cường. So với nhà truyền thống, trên cùng một mặt bằng, hệ thống tường của nhà chọc trời luôn chiếm diện tích nhỏ hơn. Do không phải tham gia vào việc chịu lực nên rất nhiều công trình nhà chọc trời lựa chọn kính làm vật liệu cho hệ thống tường bao thay vì gạch hay bê tông như truyền thống.
Theo thời gian, với những công trình có chiều cao ngày càng lớn, kết cấu khung thép trở nên kém hiệu quả và đắt đỏ do diện tích sàn sử dụng bị cắt giảm bởi các cột chống phải càng lớn và do việc sử dụng quá nhiều thép làm tăng chi phí công trình. Từ những năm 1960, kết cấu dạng ống ra đời đã giải quyết vấn đề này. Lượng thép sử dụng giảm mạnh (Tháp Willis sử dụng lượng thép bằng một phần ba so với Toà nhà Đế chế) giúp đạt hiệu quả lớn về mặt kinh tế, cho phép các công trình được xây dựng ngày càng cao hơn. Kết cấu dạng ống cũng sử dụng các cột chống nhỏ hơn giúp tăng diện tích sử dụng sàn. Ngoài ra nó còn cho phép các công trình được thiết kế theo nhiều hình dạng phong phú hơn.
Thang máy cũng là một trong những đặc trưng trong thiết kế nhà chọc trời. Năm 1852, Elisha Otis giới thiệu một loại thang máy an toàn, cho phép di chuyển người một cách tiện lợi và nhanh chóng lên các tầng cao hơn. Sự phát triển của hệ thống thang máy cũng đóng một vai trò quan trọng trong sự phát triển của nhà chọc trời.
Nhưng những ngôi nhà chọc trời cũng có các nhược điểm của nó: các tường kính từ 6 đến 12 mm thu và tỏa nhiệt gấp trên 10 lần so với tường gạch có lớp cách nhiệt. Ở các xứ lạnh thì phải làm hệ thống sưởi điện làm tan băng bám tấm kính để băng khỏi rơi vào đầu người đi dưới đường. Dưới chân nhà chọc trời thường có gió xoáy, gọi là hội chứng Mery Poppins rất nguy hiểm. Ngoài ra, để chống dao động các nhà chọc trời cần có các thiết bị giảm dao động rất đắt (3 triệu đôla đối với Tòa nhà John Hancock).

## Hiệu suất kinh tế
Các tòa nhà chọc trời thường nằm ở các trung tâm thành phố lớn, là nơi có giá đất cao đắt đỏ. Việc xây dựng một tòa nhà chọc trời trở nên hợp lý nếu giá đất cao đến mức có ý nghĩa kinh tế, và để xây dựng theo hướng kinh tế thì việc xây dựng nhà chọc trời đã giảm thiểu được chi phí đất trên tổng diện tích sàn của một tòa nhà. Do đó, tầm quan trọng để xây dựng các tòa nhà chọc trời được quyết định bởi kinh tế học và dẫn đến các tòa nhà chọc trời được đặt ở một phần nhất định của một thành phố lớn, trừ khi một quy chuẩn xây dựng hạn chế chiều cao của các tòa nhà.
Các tòa nhà chọc trời hiếm khi được nhìn thấy ở các thành phố nhỏ với mật độ dân số vừa. Thông thường, chỉ những người sử dụng văn phòng, thương mại và khách sạn, mới có thể thuê được mặt bằng ở trung tâm thành phố, vì vậy hầu hết những người thuê các tòa nhà chọc trời đều thuộc lớp này.
Một vấn đề với các tòa nhà chọc trời là khu vực đậu xe giảm thiểu ở các thành phố lớn đã phát triển, vì hầu hết mọi người dân khi đi làm họ đều sử dụng các phương tiện công cộng thay thế. Ngược lại, ở các thành phố nhỏ hơn thì cần nhiều chỗ đậu xe, các bãi đỗ xe nhiều tầng xây rất cao đồng nghĩa với việc tốn nhiều diện tích đất.

## Các kỉ lụcchiều caonhà chọc trời trong lịch sử
| Năm xây dựng | Công trình                                    | Thành phố          | Quốc gia                             | Mái     | Mái   | Số tầng | Đỉnh    | Đỉnh  | Tình trạng hiện tại |
| ------------ | --------------------------------------------- | ------------------ | ------------------------------------ | ------- | ----- | ------- | ------- | ----- | ------------------- |
| 1873         | Tòa nhà Equitable Life                        | Thành phố New York | Mỹ                                   | 142 ft  | 43 m  | 6       |         |       | Đã bị phá hủy       |
| 1876         | Khách sạn St Pancras Chambers                 | Luân Đôn           | Anh                                  | 269 ft  | 82 m  | 9       |         |       | Vẫn hoạt động       |
| 1889         | Tòa nhà Auditorium                            | Chicago            | Mỹ                                   | 269 ft  | 82 m  | 17      | 349 ft  | 106 m | Vẫn hoạt động       |
| 1890         | Tòa nhà New York World                        | New York           | Mỹ                                   | 309 ft  | 94 m  | 20      | 349 ft  | 106 m | Đã bị phá hủy       |
| 1894         | Tòa nhà Manhattan Life Insurance              | New York           | Mỹ                                   | 348 ft  | 106 m | 18      |         |       | Đã bị phá hủy       |
| 1895         | Tòa thị chính thành phố Milwaukee             | Milwaukee          | Mỹ                                   | 350 ft  | 107 m | 30      |         |       | Vẫn hoạt động       |
| 1899         | Tòa nhà Park Row                              | New York           | Mỹ                                   | 391 ft  | 119 m | 30      |         |       | Vẫn hoạt động       |
| 1908         | Tòa nhà Singer                                | New York           | Mỹ                                   | 612 ft  | 187 m | 47      |         |       | Đã bị phá hủy       |
| 1909         | Tháp Met Life                                 | New York           | Mỹ                                   | 700 ft  | 213 m | 50      |         |       | Vẫn hoạt động       |
| 1913         | Tòa nhà Woolworth                             | New York           | Mỹ                                   | 792 ft  | 241 m | 57      |         |       | Vẫn hoạt động       |
| 1930         | Tòa nhà 40 phố Wall                           | New York           | Mỹ                                   |         |       | 71      | 927 ft  | 283 m | Vẫn hoạt động       |
| 1930         | Tòa nhà Chrysler                              | New York           | Mỹ                                   | 925 ft  | 282 m | 77      | 1046 ft | 319 m | Vẫn hoạt động       |
| 1931         | Tháp Đế chế                                   | New York           | Mỹ                                   | 1250 ft | 381 m | 102     | 1472 ft | 449 m | Vẫn hoạt động       |
| 1972         | Trung tâm Thương mại Thế giới (Tháp phía Bắc) | New York           | Mỹ                                   | 1368 ft | 417 m | 110     | 1729 ft | 527 m | Đã bị phá hủy       |
| 1974         | Tháp Willis                                   | Chicago            | Mỹ                                   | 1451 ft | 442 m | 108     | 1729 ft | 527 m | Vẫn hoạt động       |
| 1998         | Tháp đôi Petronas                             | Kuala Lumpur       | Malaysia                             |         |       | 88      | 1483 ft | 452 m | Vẫn hoạt động       |
| 2004         | Tháp Đài Bắc 101                              | Đài Bắc            | Đài Loan                             | 1474 ft | 448 m | 101     | 1671 ft | 509 m | Vẫn hoạt động       |
| 2010         | Burj Khalifa                                  | Dubai              | Các Tiểu vương quốc Ả Rập Thống nhất | 2717 ft | 828 m | 163     | 2717 ft | 828 m | Vẫn hoạt động       |
| 2020         | Kingdom Tower                                 | Jeddah             | Ả Rập Xê Út                          |         |       | 200     |         |       | Chưa hoàn thành     |

Nguồn: Dữ liệu Eporis

## Việt Nam
Ở Việt Nam, một số công trình chọc trời đã hoàn thành như công trình tháp Bitexco khởi công năm 2005 ở Thành phố Hồ Chí Minh với 68 tầng và chiều cao tổng cộng là 262 m, tháp Lotte Center Hà Nội ở Hà Nội có 65 tầng với chiều cao 281 m, tòa nhà Keangnam ở Hà Nội với chiều cao 350 m và 72 tầng. Gần đây nhất là  tòa nhà The Landmark 81 ở Thành phố Hồ Chí Minh với chiều cao 461.3 m và 81 tầng dẫn đầu là tòa nhà cao nhất Việt Nam ở thời điểm hiện tại và được xếp thứ hạng 14 trong bảng danh sách các tòa nhà cao nhất thế giới.

## Trích dẫn
- "Đặc điểm chính của một tòa nhà làm việc cao tầng là gì? Đó là vẻ cao ngạo sừng sững. Đó phải là chiều cao. Quyền lực và sức mạnh phải được thể hiện ở đó, hào quang và sự kiêu ngạo phải thể hiện ở đó. Nó phải là một đối tượng kiêu hãnh và bay bổng đến từng inch, vươn thẳng từ đáy đến đỉnh của nó phải là một khối thống nhất mà không hề có một đường nét lệch lạc nào."

— Kiến trúc sư Louis Sullivan, Xem xét về thẩm mỹ của nhà cao tầng, 1896
- "Tội ác lớn nhất của tôi là đã xây dựng những ngôi nhà cao tầng."

— Kiến trúc sư người Hy Lạp Constantinos Doxiades, 1971
- "Một cái ghế là một đối tượng rất khó. Một tòa nhà chọc trời thì tương đối dễ hơn. Điều đó giải thích vì sao Chippendale nổi tiếng."

— Kiến trúc sư Ludwig Mies van der Rohe